# Patrinia scabiosifolia
Patrinia scabiosifolia là một loài thực vật có hoa trong họ Kim ngân. Loài này được Fisch. ex Trevir. mô tả khoa học đầu tiên năm 1820.

## Hình ảnh

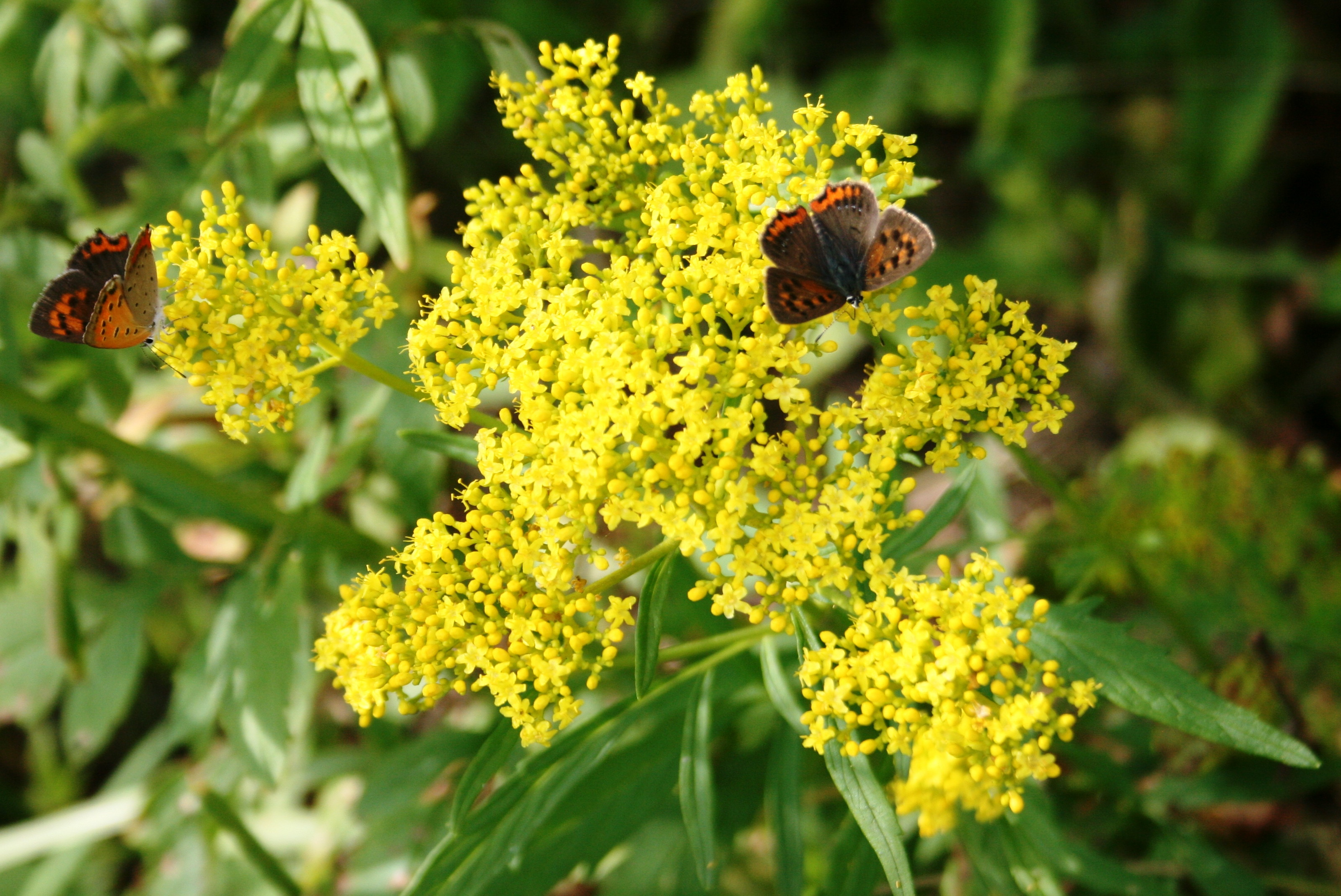
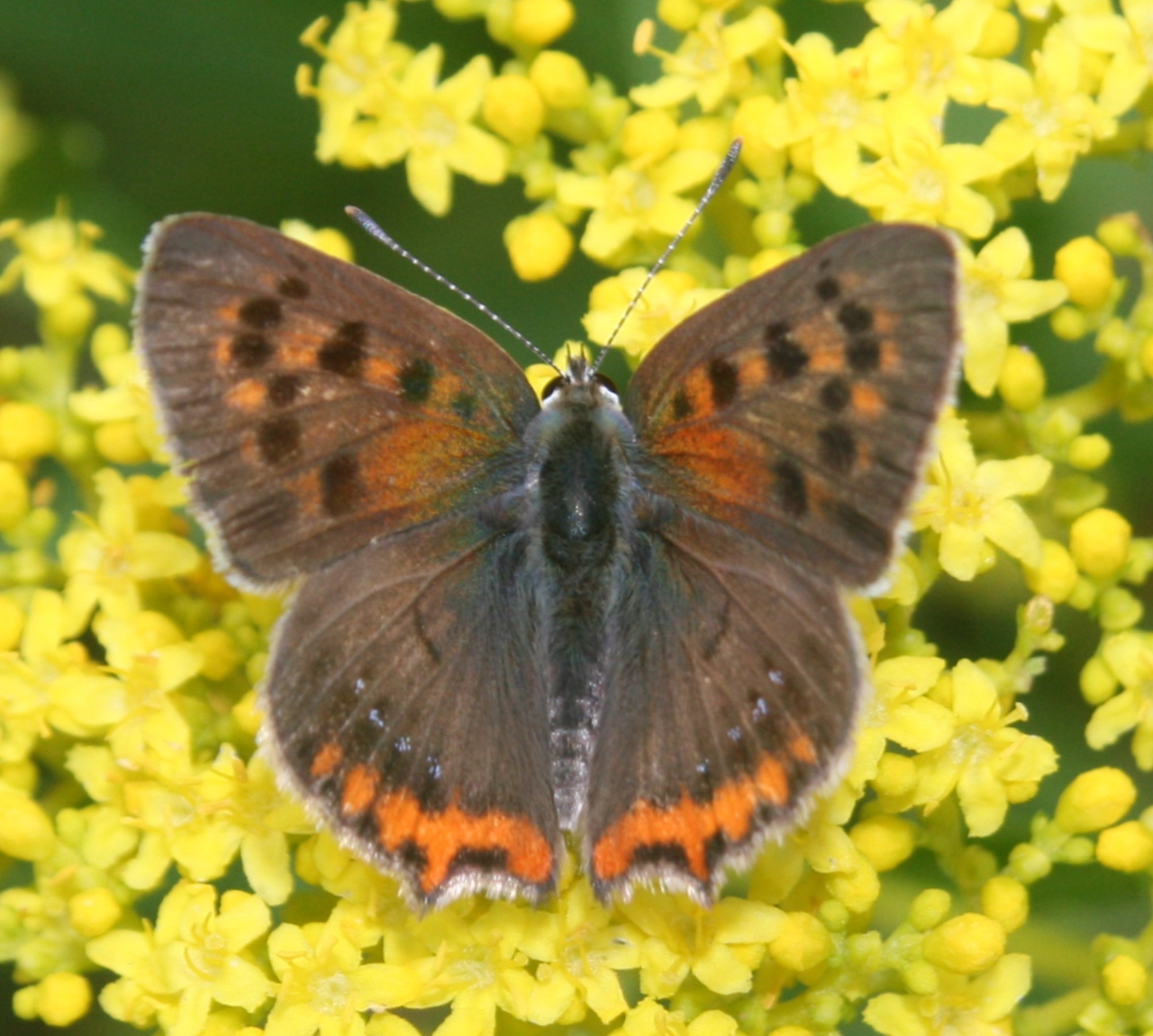
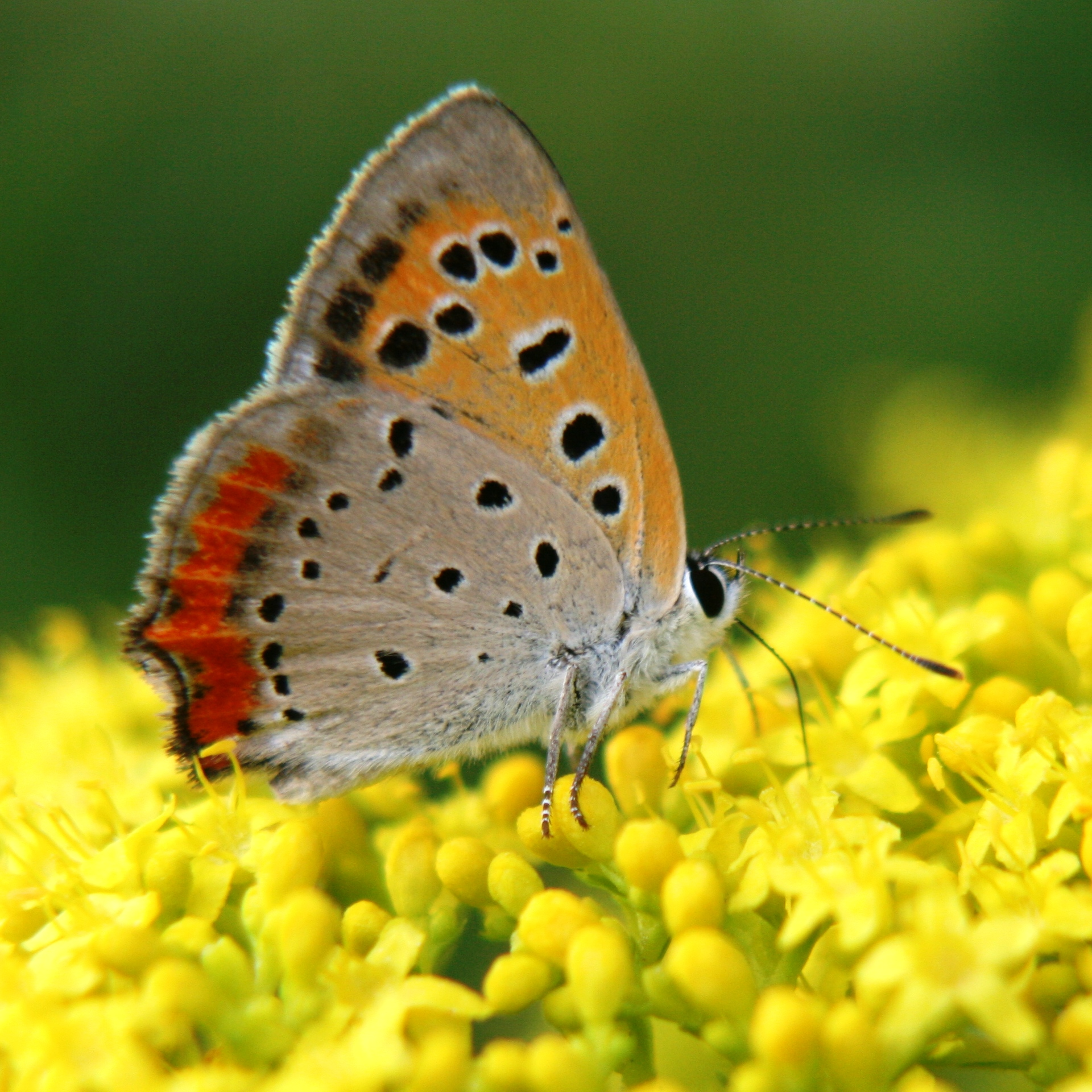
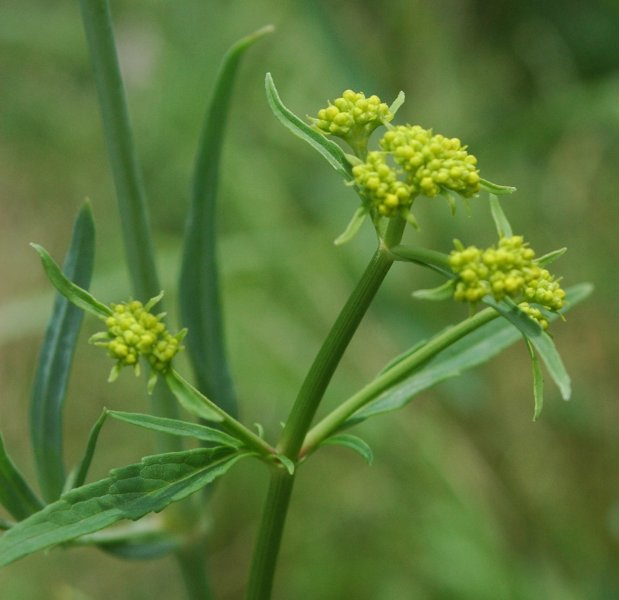